# Lakewood Ranch (Floride)
Lakewood Ranch est une ville nouvelle située dans les comtés de Manatee et Sarasota, en Floride, aux États-Unis. Sa superficie est de 22,26km2.